# マトル語
マトル語（マトルご、Mator　language）またはモトル語（モトルご、Motor language）は、ウラル語族サモエード語派に属す言語。1840年までに死語となった。シベリアのサヤン山脈北部、モンゴルとの隣接地域で話された。マトル語の話者はエニセイ川流域のミヌシンスク東部からバイカル湖地域までの広い範囲で話された。3方言が記録されている。（マトル方言、Taygi方言、Karagas方言）
今日「マトル人」はコイバル人（ハカス人の5部族のうちの一）を指す。
マトル語はセルクプ語、カマス語と共に南サモエード語群に括られる。しかしながら、これは地域的区分であって、サモエード語派内の系統関係に則した区分ではないと考えられている。